# Кожен день лікаря Калинникової
«Кожен день лікаря Калинникової» («Каждый день доктора Калинниковой») — радянський художній фільм 1973 року, знятий режисером Віктором Титовим на кіностудії «Мосфільм».

## Сюжет
Прообраз лікаря Калинникової — відомий уральський медик-експериментатор Гаврило Єлізаров, світове визнання до якого прийшло після фільму. На роль пробувався Михайло Глузький, Євген Леонов, Сергій Бондарчук. У відділі науки ЦК КПРС було сказано: «Цей шарлатан Єлізаров не буде на екрані!», після чого режисер ухвалив рішення «замаскувати» героя. Про долю доктора Калинникової, першопрохідника і відкривача, розповіла Ія Саввіна — повсякденно буденно, як про долю типову, нічим, власне, не примітну. З центру приїжджає комісія із завданням припинити «ненаукові» експерименти Калинникової. Але, поспілкувавшись із пацієнтами та колегами лікаря, ознайомившись із результатами операцій, вони приходять до висновку, що Калинникова — подвижник та рідкісний талант.

## У ролях
- Ія Саввіна — Ніна Степанівна Каліннікова, хірург-ортопед-травматолог
- Валерій Золотухін — Євген Дмитрович Бібіков, перевіряючий з міністерства
- Ельза Леждей — Н. А. Благіх, доктор медичних наук, перевіряюча з міністерства
- Олександр Калягін — Сергій Петрович Красик, лікар, доктор медичних наук, заступник Калинникової з наукової роботи
- Ольга Гобзєва — Наталія Немишева, балерина
- Олександр Александровський — Добринін, композитор
- Валентин Вершинін — Лунін, хірург (озвучив Ф. Яворський)
- Ігор Ясулович — Чуканов, хірург
- Віктор Хохряков — батько Танечки
- Алла Мещерякова — Надя, медсестра, помічниця Калинникової
- Ксенія Бороздіна — Зуєва з відділу кадрів
- Олександр Орлов — лікар
- Тетяна Божок — Танечка
- В. Валовик — епізод
- Генрієтта Єгорова — мати кульгавої дівчини
- Слава Зайцев — Вітя, син Калинникової
- В'ячеслав Климов — епізод
- М. Леснінова — епізод
- Валерій Мартинов — пацієнт
- Анатолій Мягких — лікар
- Андрій Порошін — лікар
- Марія Скворцова — санітарка
- Олена Успенська — кульгава дівчина
- Валентина Чистальова — епізод

## Знімальна група
- Режисер — Віктор Титов
- Сценарист — Олександр Лапшин
- Оператори — Ігор Гелейн, Роберт Рувінов
- Композитор — Софія Губайдуліна
- Художники — Віктор Петров, Юрій Фоменко